# Cyclodorippe ornata
Cyclodorippe ornata is een krabbensoort uit de familie van de Cyclodorippidae. De wetenschappelijke naam van de soort is voor het eerst geldig gepubliceerd in 1940 door Chace.